# Cligueillus
Cligueillus est un roi légendaire de l’île de Bretagne (actuelle Grande-Bretagne), dont l’« histoire » est rapportée par Geoffroy de Monmouth dans son Historia regum Britanniae (vers 1135).

## Contexte
Selon Geoffroy de Monmouth ce souverain fictif de Bretagne règne avant la conquête romaine de la Grande-Bretagne, il
succède à son père, Capoir, et c'est un homme prudent mesuré dans tous ses actes, il fait régner une justice équitable parmi son peuple. Il a comme successeur son fils Heli .
Dans le Brut y Brenhinedd,  Beli Mawr ap Manogan se substitue à Heli fils de Cligueillus, et donc Manogan [Mynogan] est remplacé par Cligueillus et désigné comme le fils de Capoir. Theodor-Max. Thomas. Chotzen suggère que  le nom de Cligueillus dérive de Llevelys [Llefelys] .

## Sources
- Geoffroy de Monmouth Histoire des rois de Bretagne, traduit et commenté par Laurence Mathey-Maille, Édition Les belles lettres, coll. « La roue à livres », Paris, 2004,  (ISBN 2-251-33917-5)
- (en) Peter Bartrum, A Welsh classical dictionary: people in history and legend up to about A.D. 1000, Aberystwyth, National Library of Wales, 1993 (ISBN 9780907158738), p. 148 CLIGUEILLUS son of CAPOIR. (Fictitious). (Second century B.C.)